# Inklusionsvereinbarung
Die Inklusionsvereinbarung, bis zum Inkrafttreten des Bundesteilhabegesetzes Integrationsvereinbarung, ist nach § 166 Neuntes Buch Sozialgesetzbuch (SGB IX) ein Vertrag, den nach deutschem Recht der Arbeitgeber mit der Schwerbehindertenvertretung und dem Betriebsrat bzw. dem Personalrat abzuschließen hat. Sie stellt einen Sonderfall der Betriebsvereinbarung bzw. der Dienstvereinbarung dar, da die Schwerbehindertenvertretung zusätzlicher Vertragspartner ist.
Das Instrument der Inklusionsvereinbarung soll die Teilhabe schwerbehinderter Menschen am Arbeitsleben dadurch stärker unterstützen, dass die betriebliche Integration über Zielvereinbarungen gesteuert wird. Es sollen praxisbezogene Vereinbarungen abgeschlossen werden, die geeignet sind, die Beschäftigungssituation spürbar zu verbessern.
Mit Inkrafttreten des Bundesteilhabegesetzes wurde der § 83 SGB IX und die Bezeichnung von Integrationsvereinbarung in Inklusionsvereinbarung geändert. Die bereits abgeschlossenen Integrationsvereinbarungen behalten weiter ihre Gültigkeit und gelten als Inklusionsvereinbarungen fort.

## Inhalt der Inklusionsvereinbarung
Die Inklusionsvereinbarung enthält Regelungen die im Zusammenhang mit der Eingliederung schwerbehinderter Menschen stehen. Diese Regelungen beziehen sich unter anderem auf die Personalplanung, die Arbeitsplatzgestaltung, die Arbeitsorganisation und die Gestaltung des Arbeitsumfeldes. Weitere Regelungen zur angestrebten Beschäftigungsquote und Ausbildung behinderter Jugendlicher können getroffen werden. Die Belange schwerbehinderter Frauen sollen dabei besonders berücksichtigt werden (§ 166 Abs. 2 Satz 3 SGB IX).

## Erarbeitung einer Inklusionsvereinbarung
Tragfähige Inklusionsvereinbarungen entstehen auf der Grundlage der Zusammenarbeit der Verantwortlichen und im Rahmen eines zielorientierten Erarbeitungs-, Informations- und Berichterstattungsprozesses. Es ist wichtig, dass sich die Verhandlungspartner im ersten Schritt auf eine gemeinsame
Ausgangsbasis verständigen und einen Grundkonsens herstellen. Das Ergebnis besteht in allgemeinen Kernaussagen, die von allen Beteiligten mitgetragen werden, und die in einem ersten Baustein „Präambel“ festgehalten werden können.
Grundvoraussetzung für Veränderungsprozesse ist die sorgfältige Darstellung und Analyse der Situation, wie sie sich zum gegebenen Zeitpunkt darstellt. Im zweiten Schritt geht es deshalb um eine Bestandsaufnahme, um Transparenz sowie um das Aufdecken von Schwachstellen. Damit wird die Basis für das Ermitteln von Zielen geschaffen. Das Ergebnis besteht in der Darstellung und Analyse der Ist-Situation im Betrieb bzw. in der Dienststelle, dem Herausarbeiten von Schwachstellen und als Konsequenz dem Ermitteln des Handlungsbedarfes.
Das Kernstück der Inklusionsvereinbarung bilden die Zielvereinbarungen der Verhandlungspartner. Im dritten Schritt geht es deshalb um die Formulierung und Festlegung von erreichbaren, messbaren Zielen und die Formulierung entsprechender Zielvereinbarungen zum Erreichen dieser Ziele. Das Ergebnis besteht in Zielvereinbarungen, die verbindlich und geeignet sind, den Integrationsprozess spürbar voranzubringen. Die Qualität der Inklusionsvereinbarung bemisst sich nicht an der Zahl und am Umfang der Zielvereinbarungen, sondern an deren Umsetzbarkeit und der für die behinderten Beschäftigten erkennbaren und spürbaren Wirksamkeit.
Es reicht nicht aus, sich Ziele vorzugeben. Ebenso wichtig ist es festzuhalten, wer für die Erreichung der Ziele verantwortlich ist und in welchem Zeitraum die jeweiligen Ziele erreicht sein sollen. Das Steuern über Zielvereinbarungen funktioniert nur, wenn der Prozess der Zielerreichung regelmäßig beobachtet und nachgehalten wird. Die Instrumente, die hierbei helfen, sind Controlling und Berichtspflicht.
Die Ergebnisse der einzelnen Schritte können Bestandteil der Inklusionsvereinbarung sein; eine mögliche Gliederung
für die Inklusionsvereinbarung wäre dann:
- Präambel
- Ist-Situation[1]
- Zielvereinbarung
- Umsetzung der Vereinbarung
- Berichtspflicht/Controlling

Die Erarbeitung einer Inklusionsvereinbarung endet mit dem Abschluss
einer für alle Partner verbindlichen Vereinbarung und mit deren Bekanntgabe im Betrieb bzw. in der Dienststelle.

### Rechtlicher Status
Von ihrer Rechtsnatur her handelt es sich um eine verbindliche Vereinbarung zwischen den Vertragsparteien (wie z. B. eine Betriebsvereinbarung bzw. eine
Dienstvereinbarung). Ein gerichtlich durchsetzbarer Anspruch auf Abschluss einer bestimmten Inklusionsvereinbarung besteht nicht.
Der Arbeitgeber oder die Schwerbehindertenvertretung können das Integrationsamt einladen, sich an den Verhandlungen über die Inklusionsvereinbarung zu beteiligen. Das Integrationsamt soll dabei insbesondere darauf hinwirken, dass unterschiedliche Auffassungen überwunden werden, also gebundenes Ermessen.